# Oust-Marest
Oust-Marest è un comune francese di 662 abitanti situato nel dipartimento della Somme nella regione dell'Alta Francia.

## Società

### Evoluzione demografica
Abitanti censiti